# مجتمع جماهيري

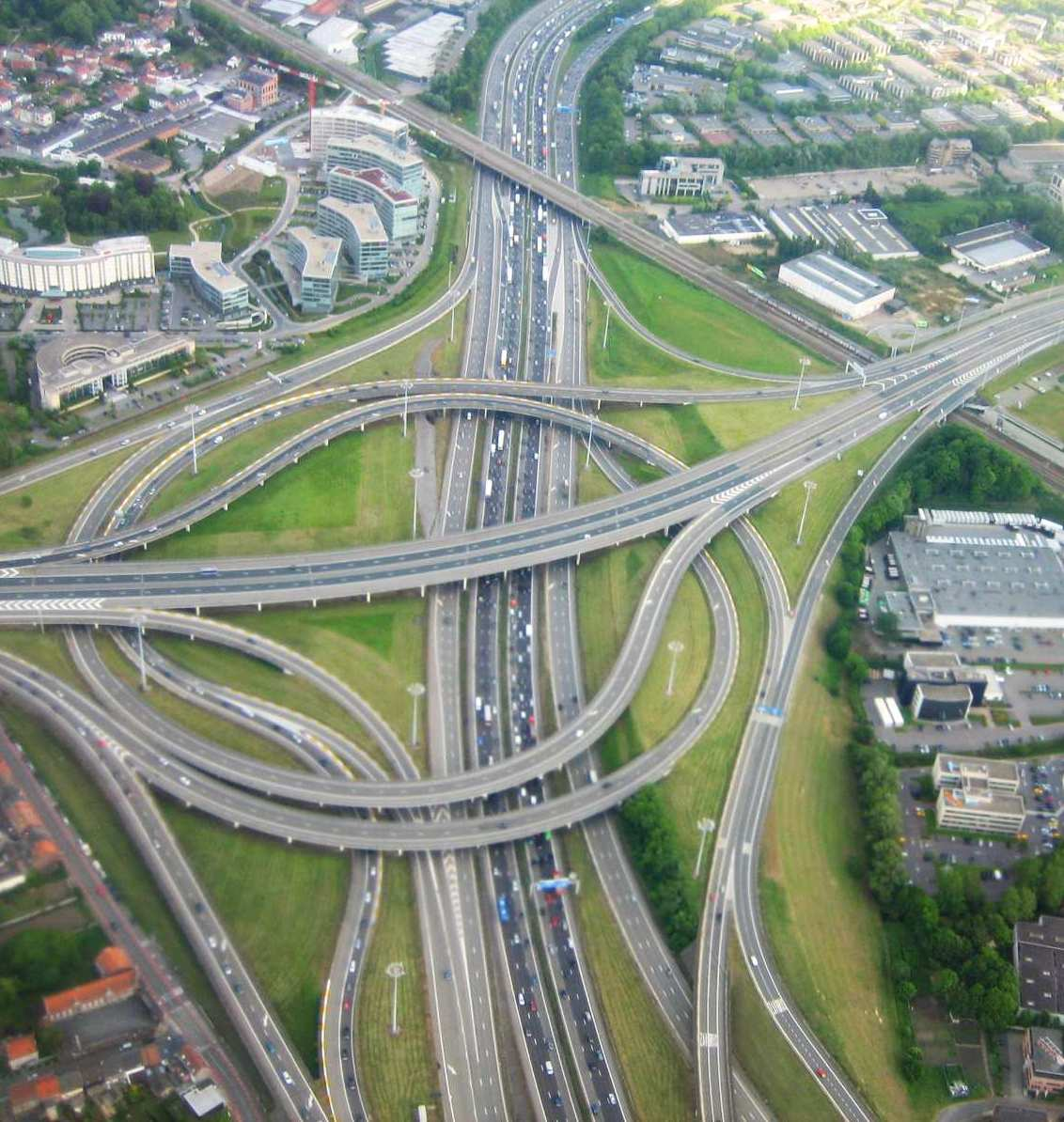
النمو الديموغرافي، والتحضر، وتطور الصحافة، والتطور المتسارع للتقنيات (خاصة النقل والاتصالات)، تشكل العوامل الرئيسية التي تؤدي إلى تضخم المجتمع.

المجتمع الجماهيري (بالإنجليزية: Mass society)‏ هو مفهوم يصف المجتمع الحديث بأنه قوة وبذات الوقت يمثل مجموعة منفصلة من الأفراد، ويستخدم المفهوم في الغالب في سياق ازدرائي للإشارة إلى مجتمع حلت فيه البيروقراطية والمنظمات المنعزلة عن موظفيها محل بعض فكرة المجتمع التقليدي، مما أدى إلى الاغتراب الاجتماعي.
بمعنى ما، فإن جميع المجتمعات هي مجتمعات جماهيرية، لكن المصطلح يشير عادةً إلى الدول المتقدمة التي تمتلك ثقافة جماهيرية ومؤسسات اجتماعية وسياسية واقتصادية واسعة النطاق تنظم الحياة اليومية لغالبية الناس. واكتسب المفهوم في العصر الحديث أهمية أكبر ونطاقًا أوسع مع ظهور وسائل الإعلام والإنترنت.

## نظرة تاريخية
تبلورت أوصاف المجتمع على أنه "جماهيري" في القرن التاسع عشر، في إشارة إلى اتجاهات التسوية في فترة الثورة الصناعية التي قوضت القيم التقليدية والأرستقراطية، واستبدلت الملكية إلى أشكال مختلفة من الديمقراطية الليبرالية. وحلل المنظرون السياسيون مثل ألكسيس دو توكفيل المجتمع الجماهيري وحددوا بدايته في الثورة الفرنسية.
طوّر العديد من المنظرين المحافظين مفاهيم المجتمع الجماهيري الذي يستبدل فيه الأرستقراطيات بـ "استبداد الأغلبية" أو "حكم الغوغاء" وأعرب الفيلسوف خوسيه أورتيجا وجاسيت، على سبيل المثال عن أسفه لتراجع الثقافة العالية. انتقدت الروايات الماركسية، مثل تلك الخاصة بمدرسة فرانكفورت، الأشكال السائدة للمجتمع الجماهيري باعتبار أن صناعة الثقافة التي تخدم مصالح الرأسمالية تهيمن عليها.
يمكن اعتبار المجتمع الجماهيري أيديولوجيا يهيمن عليه عدد صغير من النخب المترابطة التي تتحكم في ظروف حياة الكثيرين، غالبًا عن طريق الإقناع والتلاعب. يشير هذا إلى سياسات منظري المجتمع الجماهيري - فهم مدافعون عن أنواع مختلفة من النخبة الثقافية التي يجب أن تحظى بامتياز وترقية على الجماهير، وتدعي لنفسها الإعفاء من الجماهير الضالة وقيادتها.
بفضل التطور التكنولوجي، تمكنت الحكومة من التوسع، ونمت الدولة المركزية في الحجم والأهمية. ومنذ ذلك الحين، افترضت الحكومة مسؤولية المزيد من المجالات في الحياة الاجتماعية، مثل التعليم، وتنظيم الأجور وشروط العمل، وتحديد المعايير للمنتجات من جميع الأنواع، وتوفير المساعدة المالية لكبار السن والمرضى والعاطلين عن العمل.
في مجتمع الجماهير، يتمتع السلطة بوجودها في الإدارات الضخمة، مما يترك الأفراد في المجتمعات المحلية بقليل من السيطرة على حياتهم. على سبيل المثال، تفرض المسؤولين الحكوميون على المدارس المحلية الامتثال للمعايير التعليمية، ويجب على المنتجات المحلية الحصول على شهادات حكومية، ويجب على كل مواطن الحفاظ على سجلات ضريبية مفصلة. على الرغم من أن هذه اللوائح قد تحمي المساواة الاجتماعية وتعززها، إلا أنها تجبر الأفراد على التعامل المتزايد مع مسؤولين لا يعرفهم ويعملون في إدارات بعيدة وغالبًا غير مستجيبة، وتضعف استقلالية الأسر والمجتمعات المحلية.
كانت نظرية المجتمع الجماهيري نشطة في مجموعة واسعة من الدراسات الإعلامية، حيث تميل إلى إنتاج رؤى مثالية لما تفعله وسائل الإعلام مثل التلفزيون والسينما للجماهير. لذلك، فإن وسائل الإعلام تٌعد أدوات ضرورية لتحقيق المجتمعات الجماهيرية والحفاظ عليها. "كما أنها توّلد ثقافة وطنية تلغي الاختلافات التقليدية التي كانت تفرق بين منطقة وأخرى". "يخشى منظرو المجتمع الجماهيري من أن تحول الناس من خلفيات مختلفة إلى جماهير عامة قد ينتهي به الأمر إلى تجريد الجميع من إنسانيتهم".
ميز عالم الاجتماع سي. رايت ميلز بين مجتمع "الجماهير" و "الجمهور".
يقول في حالة الجمهور، يمكن أن نفهم هذا المصطلح بهذا المعنى:
1. تقريباً العديد من الناس يعبرون عن آرائهم كما يتلقونها.
2. تنظم الاتصالات العامة بحيث تكون هناك فرصة فورية وفعالة للرد على أي رأي يُعبر عنه في الأماكن العامة.
3. الرأي الذي تشكله مثل هذه المناقشة يجد منفذًا للعمل الفعال بسهولة، حتى ضد - إذا لزم الأمر - نظام السلطة السائد.
4. والمؤسسات الرسمية لا تخترق الجمهور، وهو بالتالي أكثر أو أقل استقلالية في عمله.

في حالة الجماهير:
1. عدد الأشخاص الذين يعبرون عن آرائهم أقل بكثير مما يتلقونها؛ ويصبحون مجموعة مجردة يتلقون انطباعات من وسائل الإعلام.
2. تكون الاتصالات السائدة منظمة لدرجة أنه من الصعب أو المستحيل على الفرد الرد على الفور أو بأي تأثير.
3. تتحكم السلطات التي تنظم وتسيطر على قنوات هذا العمل.
4. الجماهير ليس لديها استقلالية من المؤسسات، بل على العكس، يخترق وكلاء المؤسسات المرخصة هذه الجماهير، ممّا يقلل أي استقلالية يمكن أن تكون لها في تشكيل الرأي عن طريق النقاش".[6]

## مقالات ذات صلة
- مجتمع مدني
- نزعة استهلاكية
- ثقافة جماهيرية
- اغتراب اجتماعي
- دولة رفاهية